# 外傷センター

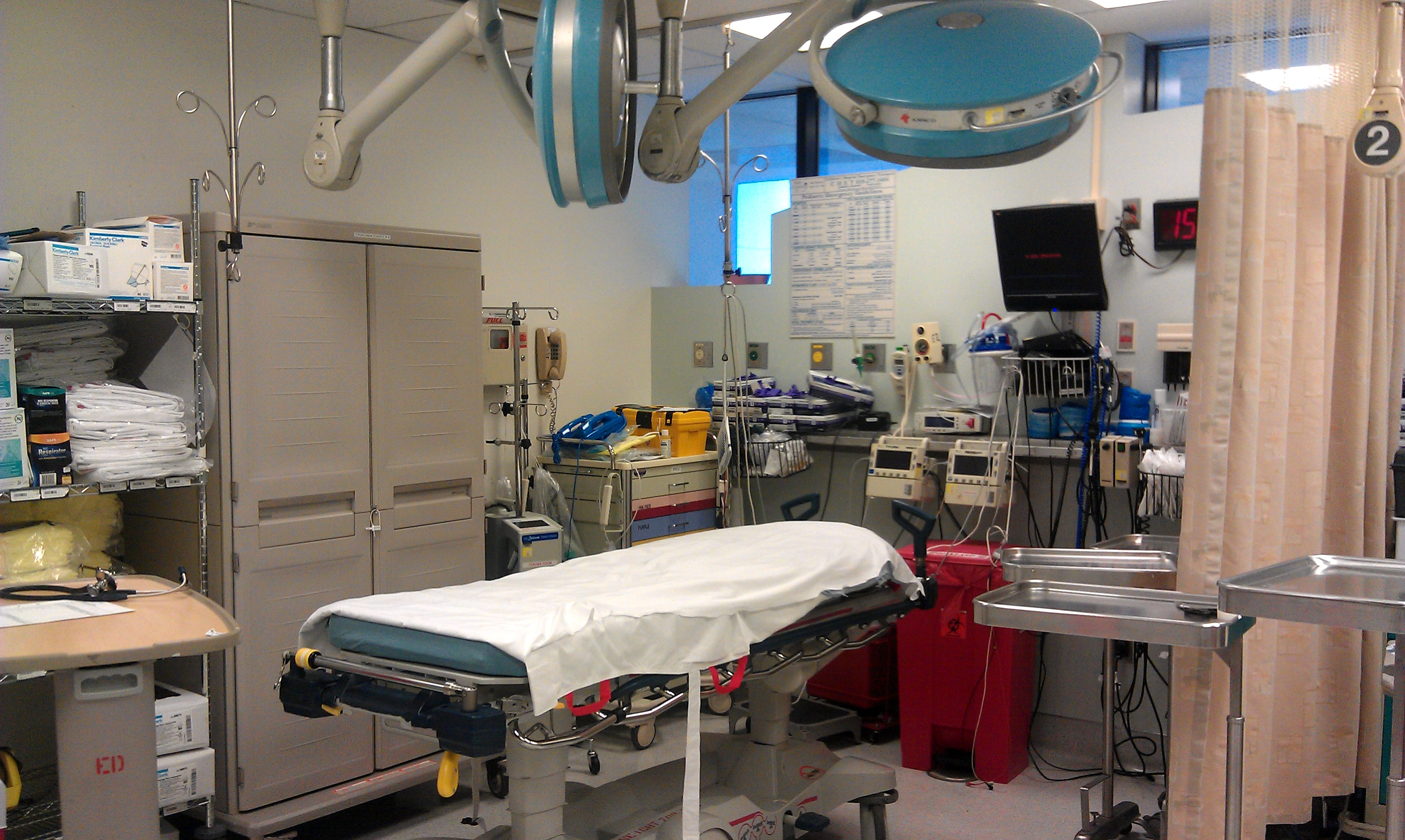
レベル1外傷センターにおける基本的な外傷処置室

外傷センター（がいしょうセンター、英語: trauma center）とは外傷患者に総合的な緊急医療サービスを提供するために設備と人員を整えている病院である。外傷の治癒に必要な専門的かつ経験豊富な集学的治療と特化された設備を実現させる過程で発展した。

## 歴史
病気の患者ではなく外傷患者治療に特化した最初の病院として創設された世界初の外傷センターは、イングランドにおける外傷患者への治療が不十分であるという一連の調査結果を踏まえてバーミンガムで1941年に開院したバーミンガム事故病院である。1947年、病院は2名の外科医と1名の麻酔科医、3名の外科医による火傷担当チームを含む外傷治療チームが3つ結成された。その後、1948年7月に国民保健サービスの傘下に入ったが1993年に廃院した。
1950年代にメリーランド大学ボルチモア校がショック外傷センターの概念を考案した。1960年代、胸部外科医でショック研究者のR・アダムス・コーリーが1960年にメリーランド州ボルチモアにショック外傷センターを創設した。この外傷センターは世界初である上最も長い歴史を持つショック外傷センターである。1966年に開院したイリノイ州シカゴにあるクック郡病院がアメリカ合衆国において2番目の外傷センターとされる。デビッド・R・ボイド医師はアメリカ陸軍に招集される前の1963年から1964年までクック郡病院にインターンとして勤務し、除隊後1967年から1968年までショック外傷センターで最初のショック外傷のフェローになった。その後クック郡病院に復帰し、クック郡外傷治療ユニットのレジデントディレクターに就任した。

## アメリカ合衆国
アメリカ合衆国では1971年にイリノイ州の州法で外傷センターが設置されたことをきっかけに全米に普及した。

### 機能
アメリカ疾病予防管理センターによれば、1歳から44歳までのアメリカ合衆国国民における最も多い死因が外傷によるものとされる。また、外傷要因で多いのが自動車事故、転落事故、殺傷能力のある武器を使った攻撃である。
アメリカ合衆国において、病院はアメリカ合衆国外科学会が定めた特定基準を満たし、認証審査委員会 (Verification Review Committee) による施設の審査を通過すれば外傷センターの認証を受けることができ、公式指定は各州の法律により決められる。また、特定の機能に差があり、レベル別で認証されていて、最高なのがレベルI（レベル1）、最低がレベルIII（レベル3）である（一部の州では5段階であり最低なのがレベルV（レベル5）である）。
最高レベルの外傷センターは脳神経外科学、整形手術 (en) といった専門分野の訓練を受けている医師、外傷治療を専門に行う看護師だけでなく、極めて高性能な医療診断設備を兼ね備えた外傷手術が可能である。一方、低いレベルの外傷センターでは初期的な応急処置、高レベルな外傷センターへの転送手配しか行えない。
外傷センターの運営には非常に高額な予算が必要である。一部地域（特に農村地域）ではこの予算事情により外傷センターのサービスが行き届いていない。緊急的なサービスの需要を計画する方法がないように、外傷センターによって患者数の差は大きい。このような事情に対処するための様々な方法が開発されている。
空輸された患者を受け入れるためにヘリパッドを持つ外傷センターも多い。多くの場合、遠隔地に負傷者がいる場合にヘリコプターで距離がある外傷センターに輸送するほうが、地上で救急車を使って外傷センターの指定がない病院に輸送するより速くより良い医療が可能になるとされる。

### 指定
アメリカ合衆国において、外傷センターはアメリカ合衆国外科学会 (ACS) によってレベルI（総合的サービス）からレベルIII（限定的治療）まで格付けされる。格付けの基準は備わっている設備や毎年の入院者数である。これらは病院内外傷治療の国家標準定義によるカテゴリであり、レベルIとレベルIIでは大人や小児科に関する指定も与えられる。さらに、一部の州ではACSによる格付けと異なる独自の格付けを行っており、レベルIからレベルVの範囲で格付けされるが、レベルVに指定される病院は少ない。
ACSは公式に病院を外傷センターに指定しているわけではなく、ACSが規定する外傷センターの指定を受けていない病院もある。ほとんどの州では外傷センターを指定するための法律を制定している。ACSは外傷センターの責任に関して「権限が付与されていて指定を承認した法人、政府その他による地政学的な過程」と説明している。また、ACSのセルフアポイント任務は治療に関する「外傷患者への最適な治療のリソース」というACS標準を順守するために病院の能力を確認して報告することに限定されている。
外傷情報交換プログラム (TIEP)とはアメリカ外傷学会がジョンズ・ホプキンス外傷研究対策センター (Johns Hopkins Center for Injury Research and Policy) との協働によるプログラムでアメリカ疾病予防管理センターが創設した。TIEPは米国内にある外傷センターのリストを保全したり、外傷の原因、治療、結果に関するデータ収集や情報啓発し、外傷を扱う医療機関、医療提供者、納付者、政策立案者との間の情報交換を容易にする。

#### レベルI
レベルI外傷センターでは外傷患者に高レベルな手術を行っている。生存率20から25%の重症患者がレベルIで治療を受けることが多くなっている。いかなる外傷にも24時間対応出来る外科医や施設を兼ね備えており、重傷患者の年間最低限人数が認められている。
また24時間、以下の一定数のスタッフが必要である:
- 外科医
- 救急医
- 麻酔科医
- 看護師
- 教育プログラム
- 予防とアウトリーチプログラム

一般の外科医や整形外科、脳神経外科、形成外科（形成外科は上肢や顔の負傷に関する専門知識を有する事が多く、軟組織欠損の全範囲を検査、デブリードマン、再生手術において重要な役割を果たしている）、麻酔科、救急科、放射線科、内科、口腔外科、耳鼻咽喉科（顔の皮膚、筋肉、骨の損傷の治療訓練を受けている）、一次救命といった幅広い専門分野による迅速な治療を24時間可能であることが適切な対応や、患者が苦しむ様々な形の外傷を治療したり、リバビリを行うことに必要な重要な点である。
加えて、レベルI外傷センターには外傷治療教育、障害予防を牽引し、地元地域のコミュニティにとってレフェラルリソースになる研究プログラムがある。

#### レベルII
レベルII外傷センターはレベルI外傷センターと協働作業を行う。総合的な外傷治療を行い、レベルI機関の臨床専門知識を補っている。また、全ての重要な専門分野、人員、設備を24時間活用できるようになっている。最低限の患者受入数は地元の実情に考慮することができる。これらの機関は進行中の研究プログラムや外科研修プログラムを備える必要はない。

#### レベルIII
レベルIII外傷センターでは扱っていない専門分野がある。しかし、ほとんどの外傷患者への緊急の蘇生措置、手術、集中治療を行うことが出来る。そして、農村部や地域の病院に運ばれた重傷患者の治療を支援することができる提携したレベルIかレベルIIの外傷センターへ移送することができる。

#### レベルIV
一部の州で整備されているレベルIV外傷センターはレベルIIIほどの設備は無いが、応急処置、安定化、診断や高レベル治療ができる機関への移送が可能である。また、外傷治療提供の主眼として定義される手術や救命救急診療を行うことが出来る。患者が救急部に到着した時に外傷関連の訓練を受けた看護師や医師がすぐ動けるようになっている。移送可能であることが保証された時に移送できるように高レベルな他の外傷センターと提携を結んでいる。

#### レベルV
応急処置、安定化、診断や高レベル治療ができる機関への移送が可能である。また、外傷治療提供の主眼として定義される手術や救命救急診療を行うことが出来る。患者が救急部に到着した時に外傷関連の訓練を受けた看護師や医師がすぐ動けるようになっている。24時間開いているわけではない場合、時間外対応ができるようにしなければならない。

#### 小児外傷センター
施設は大人向けの外傷センター、小児外傷センター、大人及び小児向け外傷センターの何れかに整備することが出来る。もし病院が大人と小児の両方の外傷治療を行う場合、大人と小児でレベル指定を同一にすることは出来ない。例として、レベルIの大人向け外傷センターはレベルIIの小児外傷センターを兼ねることが可能である。これは小児外科手術は特殊であるためで、大人向け外科手術は一般的に子供向けの外科的外傷治療に適用することが出来ず、その逆も然りでこの違いは重要となっている。

## ヨーロッパ

### ドイツ
ドイツでは半径50kmの地域ごとに外傷センターを設置するよう義務づけられている。

### フランス
フランスでは大都市には外傷センターが設置されておりネットワークが構築されている。

### 州別の外傷センター既定
- Bureau of Emergency Medical Services & Trauma System, Arizona Department of Health Services
- Arizona Trauma Center Designation
- Arizona Trauma System
- Georgia Trauma Commission
- 25 Texas Administrative Code 157.125 (Texas Requirements for Trauma Facility Designation)
- Maryland Trauma System